# Тлостанов, Калимет Тутович
Калимет Тутович Тлостанов (кабард.-черк. Лъостэн Тӏутӏэ и къуэ Чэлимэт; 31 января [13 февраля] 1908, Догужоково, Терская область — 9 сентября 1990, Нальчик) — советский партийный и государственный деятель, председатель Совета Министров Кабардинской АССР (1951—1957).

## Биография
С 1932 года, окончив Горский сельскохозяйственный институт во Владикавказе, работал зоотехником фермы в Зольском районе. В 1941 году вступил в ВКП(б). В 1942 году — заместитель наркома земледелия Кабардино-Балкарской / Кабардинской АССР
В 1943—1945 годы — народный комиссар земледелия Кабардино-Балкарской / Кабардинской АССР. В 1948 году окончил Высшую партийную школу при ЦК ВКП(б), после чего (1949—1951) был секретарём Президиума Верховного Совета Кабардинской АССР. В 1951—1957 годы — председатель Совета Министров Кабардинской АССР, в 1957—1959 — председатель Президиума Верховного Совета Кабардино-Балкарской АССР.
В 1959 году был назначен помощником председателя Совета Министров Кабардино-Балкарской АССР.
Избирался от Кабардинской АССР депутатом Верховного Совета РСФСР 3-го созыва (1951—1955), депутатом Совета Национальностей Верховного Совета СССР 4-го созыва (1954—1958), а также делегатом XIX съезда ВКП(б) (1952) и XX съезда КПСС (1956).
Похоронен в Аушигере.

### Семья
Отец — Тут Мухаметович Тлостанов, член ВКП(б).
Жена — Дахаужа Казиевна Бербекова (? — декабрь 1994); сыновья:
- Владимир (2.5.1931 — 14.9.1994), философ; ректор Кабардино-Балкарского государственного университета[10],
- Георгий,
- Юрий[3][11].

## Награды
- орден Ленина
- орден Красной Звезды.